# Deforestación en Perú

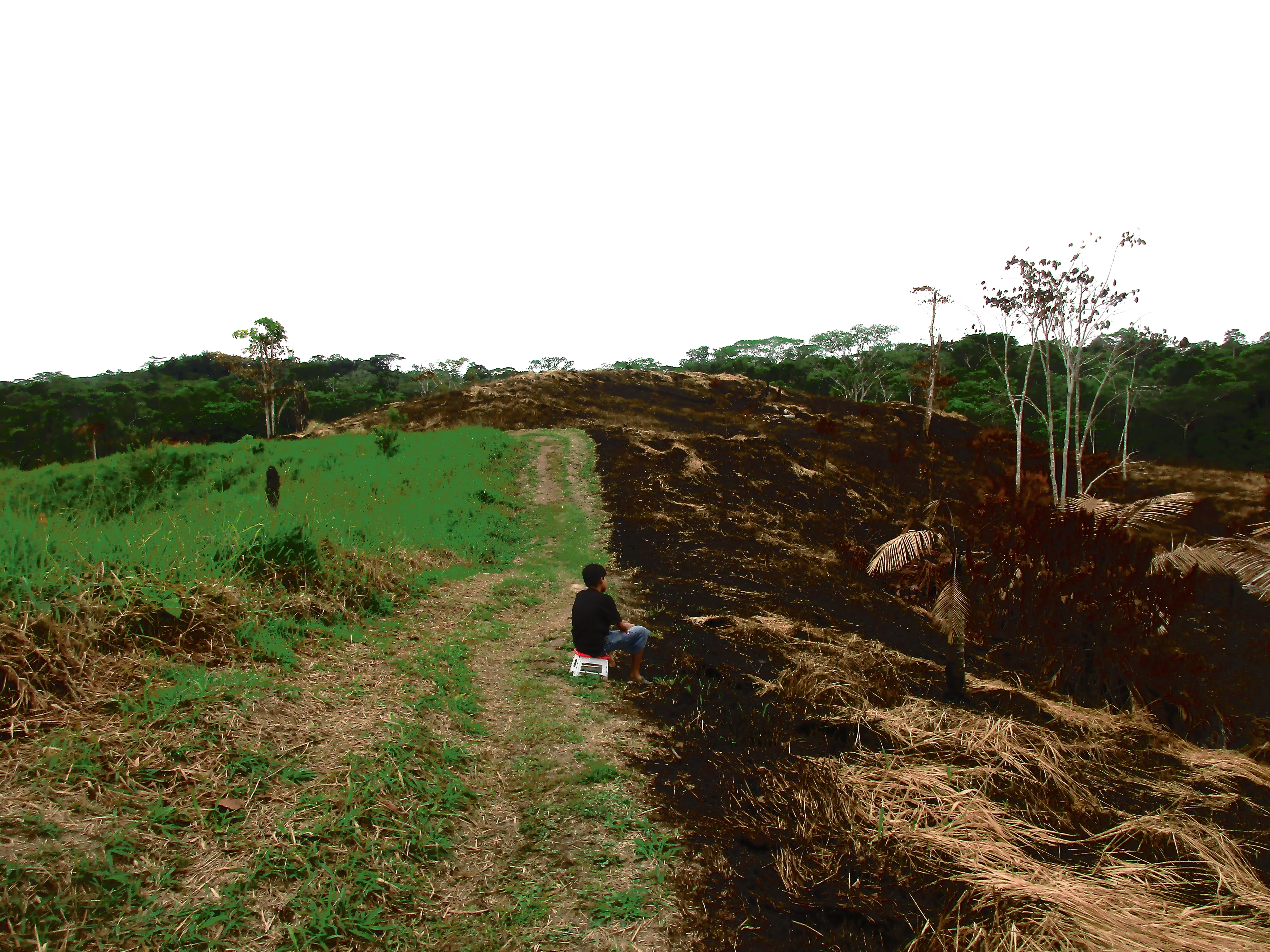
Deforestación en Barrio Floridos, Iquitos.

La deforestación en Perú es el proceso de destrucción o agotamiento de la superficie forestal de los bosques de Perú. Perú tenía a 2013 más de un 50% de su superficie cubierta por bosques, de las cuales una parte importante corresponden a la Amazonía peruana. De acuerdo al Ministerio del Ambiente de Perú, entre el 2001 y el 2018 se perdieron 2.2 millones de hectáreas de bosques, principalmente en las regiones amazónicas de Loreto, San Martín y Ucayali.Según Global Forest Watch, esto implicó una disminución del 3,1% en este período del área total de bosque primario húmedo.En el 2014, según el Mapa Amazonía Peruana, el 25% de las hectáreas deforestadas se registraron en territorios indígenas y áreas naturales protegidas.En el 2020, se perdieron más de 200 000 hectáreas de bosque amazónico.
La deforestación y la degradación de los bosques contribuyen a la reducción de la capacidad natural de los ecosistemas en capturar el carbono en la atmósfera. La deforestación representa la principal fuente de emisiones de gases de efecto invernadero del país. En 2012, generó 79.772 Gg de CO2 eq.
Esta pérdida de bosques obedece a motivos como la expansión de la agricultura y la ganadería, los proyectos de carreteras, la extracción de madera y el incremento poblacional. La agricultura y la ganadería a pequeña escala es la principal causa de la deforestación, aunque también afectan la agricultura industrial y la tala ilegal para narcotráfico y minería ilegal. En la costa, según el Ministerio de Ambiente, se perdió el 50% de la cubierta forestal vegetal.

## Legislación
La Ley que modifica la ley 29763, ley forestal y de fauna silvestre, y aprueba disposiciones complementarias orientadas a promover la zonificación forestal o Ley n.º 31973, conocida por sus críticos como la Ley Antiforestal, y en algunos sectores conocida como la ley Soto-Cerrón, es una legislación peruana aprobada por el Congreso de la República el 10 de enero de 2024 y publicada en el diario oficial El Peruano el 11 de enero de 2024. Esta ley hace modificaciones a dos artículos de la Ley forestal y de fauna silvestre del 22 de julio de 2011. Esta normativa excluye al Ministerio del Ambiente en el proceso de zonificación forestal y la clasificación del espacio solo se realiza con base en la capacidad de uso mayor del suelo. Asimismo, las modificatorias posibilitan el cambio de uso de tierras sin necesidad de autorización de zonificación forestal, lo que anteriormente era esencial para determinar las áreas aptas para actividades agropecuarias y preservar el patrimonio forestal.
Antes de su aprobación por el Congreso, como proyecto de Ley, fue rechazado y declarado no viable por la Oficina General de Asesoría Jurídica de la Presidencia del Consejo de Ministros (PCM), el Ministerio del Ambiente (MINAM), el Ministerio de Desarrollo Agrario y Riego (MIDAGRI) y el Servicio Nacional Forestal y de Fauna Silvestre (SERFOR).
Desde su publicación, 109 federaciones indígenas y 2439 comunidades nativas, gobiernos regionales, gobiernos autónomos territoriales, colectivos e instituciones ambientalistas, científicos, titulares de la Fiscalía Especializada en Materia Ambiental, colegios profesionales, el cardenal Pedro Barreto, el especialista ambiental e ingeniero agrónomo Marc Dourojeanni, exministros y embajadas han criticado la ley, han solicitado que el Estado derogue la ley y se han organizado marchas y plantones solicitando su derogación. Las principales críticas a las modificatorias de la Ley n.° 31973 son las siguientes:
- Facilita la apropiación de tierras sin control ya que la norma suspende la zonificación forestal como requisito previo para otorgar títulos habilitantes[25]
- Pese a afectar sus territorios, la modificatoria no fue consultada con pueblos indígenas[26]
- Promueven la conflictividad y las actividades delictivas[27]
- Alienta la deforestación y degradación de los bosques de la Amazonía[27]
- Pone en riesgo los medios de vida de las familias agricultoras en la Amazonía[28]
- Amenaza las exportaciones peruanas de productos como café y cacao[27]
- Fomenta la impunidad al beneficiar a compañías y agrupaciones religiosas que enfrentan procesos judiciales y sancionadores por delito de deforestación masiva[20]

## Causas
Dentro de la expansión agrícola, la deforestación principalmente ocurre para los monocultivos como el café (que presenta el mayor riesgo de deforestación por la ubicación de los cultivos en las cabeceras de las cuencas), el cacao (Theobroma cacao) y el plátano, seguidos del maíz amarillo duro, la palma aceitera (Elaeis guineensis), arroz (Oryza sativa), yuca (Manihot esculenta) y papaya (Carica papaya).
Como causas indirectas que contribuyen con la pérdida de los bosques se identifican, entre otros:
- débil institucionalidad forestal;
- migración de pobladores de la sierra a la selva;
- falta de ordenamiento territorial;
- falta de articulación entre organismos estatales encargados del otorgamiento de derechos de tenencia de tierra;
- creciente demanda mundial de determinados productos.

En el caso de la agricultura como principal causa de la deforestación, en muchos casos la expansión y desarrollo de esta actividad cuenta con el aval del gobierno peruano. Se han dado muchas reformas legales que fomentan estos cultivos, como el Decreto Supremo N° 015-2000-AG que declara de interés nacional el cultivo de la palma aceitera. Esto ha generado —además de deforestación— problemas de tráfico y usurpación de tierras, y asesinatos de líderes indígenas y otros defensores ambientales.

## Conflictos sociales
En el 2014, según el Mapa Amazonía Peruana, el 25% de las hectáreas deforestadas se registraron en territorios indígenas y áreas naturales protegidas. En la costa, según el Ministerio del Ambiente de Perú, se perdió el 50% de la cubierta forestal vegetal.
En 2019, una corte federal falló a favor de la localidad de Tamshiyacu, que inició un juicio contra una empresa de cacao que deforestó varias miles de hectáreas en el país.

## Desafíos ambientales
La conservación de la Amazonía, una mayor protección para los defensores ambientales y la titulación de los territorios indígenas figuran entre los temas que debe abordar el Perú en 2022. El océano y los ríos tienen también la atención por las amenazas que están afectando su biodiversidad como la contaminación causada por los plásticos.
El último día del año, el 31 de diciembre de 2021, el gobierno peruano promulgó la ley que, una vez más, extiende el plazo para la formalización minera. Esta vez la controvertida norma amplía el plazo hasta el 31 de diciembre de 2024.
Con esta decisión, los problemas relacionados con la minería informal e ilegal y un proceso de formalización que parece no tener fin cobran más vigencia que nunca para el 2022.